# لئو روابووگو
لئو روابووگو (انگلیسی: Leo Rwabwogo; ۳ ژوئن ۱۹۴۹ – ۱۴ ژانویهٔ ۲۰۰۹) بوکسور اهل اوگاندا بود.